# Jenny B
Jenny B, accreditata anche come Jenny Bee, pseudonimo di Giovanna Bersola (Catania, 20 luglio 1972), è una cantante italiana.

## Biografia

### Esordi
È nata a Catania, da Malick Babou Guèye e Katty Bersola; ha un fratello minore Stefano Bersola. 
La sua carriera è iniziata a 15 anni, spaziando dal pop, alla dance (eurodance e house), dal jazz e alla musica leggera italiana. Ha lavorato come corista di Zucchero Fornaciari ne L'Urlo Tour Europa Italia e nell'album Spirito DiVino e collaborato con Adriano Celentano e Luciano Ligabue.

### Le hit eurodance di successo
Jenny B presta la sua voce per diversi brani eurodance, tra cui The Rhythm of the Night pubblicato il 5 novembre 1993 da Corona. Si tratta di uno dei brani eurodance più famosi e rappresentativi degli anni novanta, nonché tormentone, restando al primo posto per otto settimane consecutive e diventando il singolo più venduto del 1994 in Italia. Una versione remix della canzone raggiunse la posizione numero due nella classifica del Regno Unito nel settembre 1994.
Jenny B ha dichiarato in un'intervista di avere all'epoca timore del palcoscenico, preferendo lavorare solo in studio: “Lo studio era sicuro per me, non c'erano finestre, solo io e la musica. Era un periodo in cui la musica dance e l'eurodance erano generi molto prolifici in Europa e all'epoca vivevo in Italia, quindi cantavo tre o quattro canzoni al giorno come vocalist”. La cantante brasiliana Olga Souza divenne la frontwoman della canzone sul palco e in tour.
La voce di Jenny B nel brano The Rhythm of the Night viene ripresa dal gruppo musicale americano Black Eyed Peas e inserita nel loro brano Ritmo (Bad Boys for Life), e diventando a sua volta un nuovo successo commerciale internazionale. Ritmo (Bad Boys for Life) ha debuttato alla posizione 100 della Billboard Hot 100 statunitense nella pubblicazione del 30 novembre 2019, segnando la 17ª entrata per i Black Eyed Peas nella Hot 100.
Altri brani dance che Jenny B canta sono The Summer Is Magic dei Playahitty e You and I di J.K. Anche The Summer Is Magic divenne un singolo di successo, entrando nella classifica di vendita Top 40 in Austria, Francia, Germania, Italia, Paesi Bassi, Svezia e Svizzera, diventando un tormentone estivo di quell'anno.

### Funky Company: svolta soul-pop-jazz
Nel 1994, Jenny B diventa la voce dei Funky Company, gruppo italiano acid jazz con cui incide due album 'Tendency of love' nel 1996 ed 'Everytime' pubblicato nel 1998. Tra i collaboratori anche Joy Malcolm degli Incognito e Ernie McKone dei Galliano.

### Festival di Sanremo 2000
Dopo aver collaborato al brano Dammi solo un minuto nell'album dei Gemelli DiVersi, Jenny B debutta da solista al Festival di Sanremo 2000 ottenendo con Semplice sai il primo posto nella categoria Nuove Proposte e il premio della critica Mia Martini. Il brano è stato quello più votato on-line nei siti web Rai, oltre che quello più votato ufficialmente dalle giurie popolari e di qualità. Al successo al Festival del brano non corrisponde un altrettanto successo nelle vendite anche a causa dell'uscita posticipata, solo dopo parecchi mesi, dell'album Come un sogno. Tra le canzoni dell'album di debutto da solista anche due omaggi: uno a Luigi Tenco con Se stasera sono qui, uno a Lucio Battisti con 10 ragazzi per me.

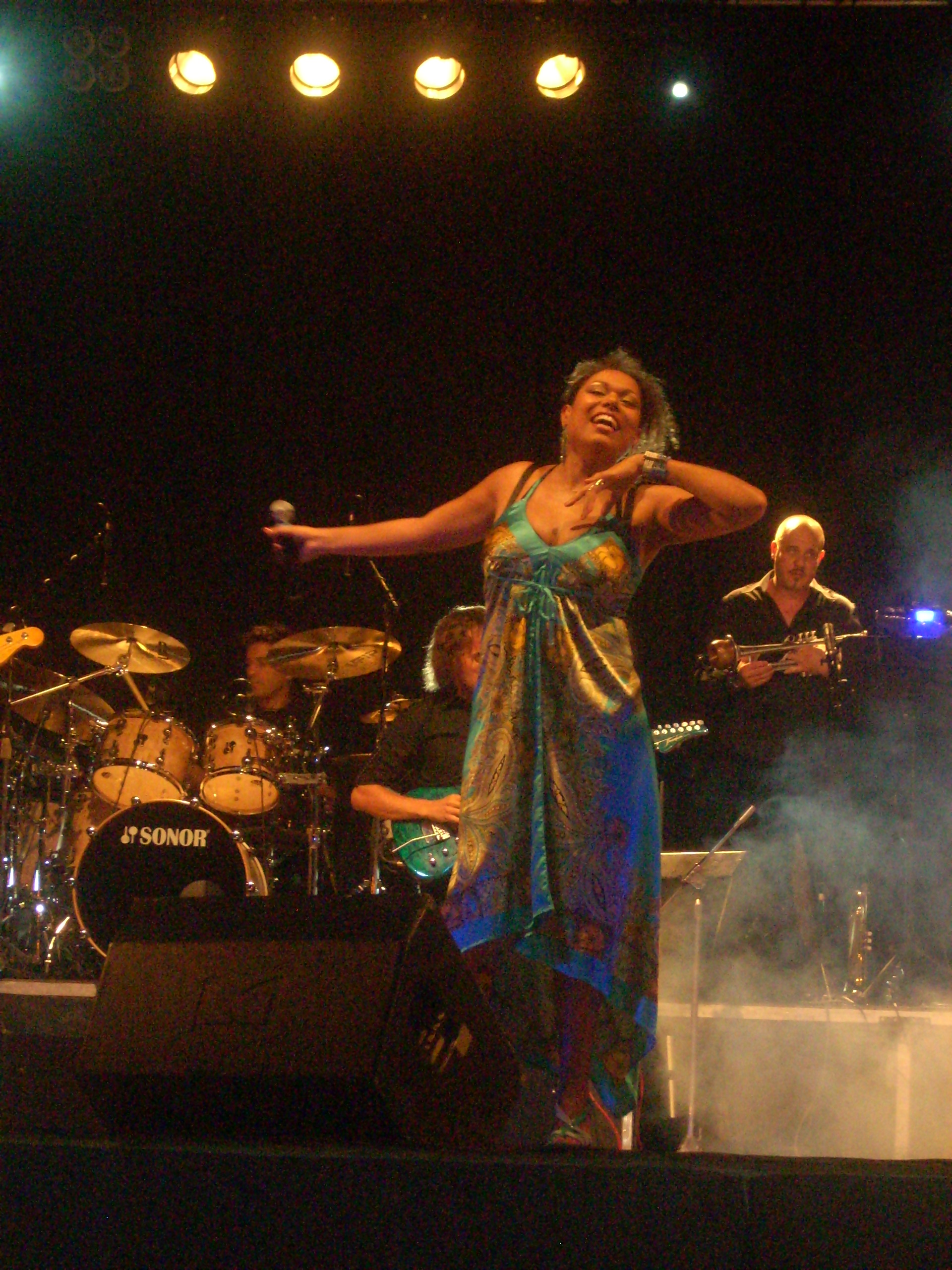
Jenny B in concerto al Teatro Nuovo, Giardini Naxos, Sicilia 27 luglio 2011

### Tra collaborazioni e televisione
Nei primi mesi del 2000 duetta con Piotta in La mossa del giaguaro. Nel 2001 è di nuovo a Sanremo con Anche tu scritta dai Matia Bazar (Golzi-Cassano) e si classifica al sesto posto tra i Big. Nel 2002 esce il brano Love Is the Music e nel 2003 esce il duetto con Alan Sorrenti nel brano Paradiso Beach. Nel 2004 e nel 2005 canta ne La Corrida, trasmissione televisiva di Canale 5 in cui reinterpreta grandi successi della musica italiana e internazionale.
Nel 2006 partecipa alla terza edizione di Music Farm, un talent show condotto da Simona Ventura in onda in prime time su Rai 2, vincendo il premio della critica e nello stesso anno Massimo Ranieri la vuole, insieme a Linda, Silvia Mezzanotte e Simona Bencini, per la raccolta Canto perché non so nuotare...da 40 anni, dove Jenny partecipa alla riedizione del brano La voce del silenzio lanciato originariamente da Dionne Warwick al festival di Sanremo. Le quattro cantanti partecipano inoltre allo spettacolo televisivo di Ranieri Tutte donne tranne me. Nel 2006 e negli anni successivi, partecipa con altri artisti alla trasmissione Una voce per Padre Pio. Spesso è ospite della trasmissione Domenica In in cui duetta con Luisa Corna in popolari canzoni italiane.
Nel 2008 incide il duetto con Marracash per il brano Solo io e te, cofirmato dalla stessa, e nel 2010 partecipa all'11º Festival della nuova canzone siciliana, cantando Nni li to occhi nella categoria Premio Sicilia. Durante l'estate partecipa, su Rai1, alla trasmissione Una voce per Padre Pio dove presenta il brano inedito Tu, cantato con Ivana Spagna e Silvia Mezzanotte, e la cover de Il mondo entrambi incisi per una compilation a fondo benefico.
Nell'ottobre del 2019 la voce di Jenny viene utilizzata per il singolo Ritmo (Bad Boys for Life) del gruppo statunitense Black Eyed Peas, primo estratto della colonna sonora del film Bad Boys for Life del 2020 ed entrato nella Billboard Hot 100 statunitense.

### Voce jazz
Forte della sua preparazione in ambito jazz, avendo vinto in gioventù una borsa di studio in canto jazz a Boston, Jenny si dedica molto a questa tipologia musicale.
Nel 2006 esce The invisible session, album che vede la partecipazione dei trombettisti Gianluca Petrella e Fabrizio Bosso, e nel 2007 esce Jenny B in concert, un live registrato all'Università di Teramo in cui la cantante interpreta grandi classici del jazz, da My funny Valentine a Misty. Nel 2011 è la volta di Esta soy yo, album che presenta brani tratti dalla Petite messe solennelle di Gioachino Rossini e che si rifanno alla santeria cubana.

## Discografia

### Discografia solista

#### Album
- 2000 - Come un sogno
- 2001 - Come un sogno - Re-edited
- 2007 - Jenny B In Concert
- 2011 - Esta soy yo
- 2011 - Standards - con Roberto Pregadio
- 2023 - Rhythm of My Life - Her Greatest Hits

#### Singoli
- 2000 - Semplice sai
- 2000 - Toccami l'anima
- 2000 - Come un sogno
- 2001 - Anche tu
- 2011 - Ode a Celeste
- 2011 - Canto madrigal
- 2023 - The rhythm of the Night (di Corona; cover di Jenny B)
- 2023 - Boogie Night (di SSD Project; ft. Jenny B)
- 2023 - The Summer Is Magic (di Playahitty; cover di Jenny B)

#### Collaborazioni
- 1992 - "J.K. - You make me feel good"
- 1993 - "Jenny Bee - Wanna get your love"
- 1993 - "Jenny B - There's a bit goin' on"
- 1993 - "Red Velvet feat. Jenny Bee - Lady don't cry"
- 1993 - "Corona - The Rhythm of the Nightt"[13]
- 1994 - "J.K. - Beat it"
- 1994 - "Ligabue - Male non farà" Jenny esegue i cori del brano
- 1994 - "Playahitty - The Summer is Magic"
- 1994 - "Nevada - Take me to heaven"
- 1994 - "Dj H feat. Stefy - My body"
- 1994 - "J.K. - You & I"
- 1995 - "Playahitty - 1,2,3 train with me"
- 1995 - "Libra - Closer to me"
- 1998 - "Gemelli Diversi feat. Jenny B - Un attimo ancora"
- 1998 - "Gemelli Diversi feat. Jenny B - Tunaizdanait"
- 1999 - "Stefano Gamma vs Jenny B - Shine into my life"
- 1999 - "Benny Bee feat. Jenny B - Waitin' for you"
- 2000 - "Er Piotta feat. Jenny B - La mossa del giaguaro"
- 2000 - "Tofunk feat. Jenny B - Alright (make me feel)"
- 2001 - "Funbeat feat. Jenny B - A part of me"
- 2001 - "S-Sence feat. Jenny B - Gonna get your love"
- 2001 - "Simpson Tune feat. Jenny B - Bring it down"
- 2001 - "The Wikkamen Project feat. Jenny B - Down on it"
- 2002 - "F.R. feat Jenny B - Love is the music"
- 2003 - "Alan Sorrenti feat. Jenny B - Paradiso beach"
- 2003 - "J.F.C. feat. Jenny B - Meet me in paradise"
- 2004 - "La Perla feat. Jenny B - The difference between me & u"
- 2006 - "Robb Stylus feat. Jenny B - Do what you wanna"
- 2006 - "Massimo Ranieri feat. Jenny B - La voce del silenzio"
- 2006 - "Eric Daniel feat. Jenny B - Old sax nu soul"
- 2009 - "Stylus Robb - Step side to side"
- 2009 - "Marracash feat. Jenny B - Solo io e te" riedizione del brano contenuta nell'album Marracash (gold edition)
- 2009 - "Alessandro Magnanini feat. Jenny B -" album "Someway Still I Do"
- 2009 - "Culture Beat - Your love"
- 2010 - "Jenny B - Tu" ft. Ivana Spagna & Silvia Mezzanotte contenuto nella compilation Progetto Africa - Una voce per Padre Pio
- 2010 - "Jenny B - Il Mondo" contenuto nella compilation Progetto Africa - Una voce per Padre Pio
- 2011 - "Rudeejay & Freaks Jam feat. Jenny B - The rhythm is magic"
- 2012 - “La vita sbagliata non è” ft Il Coro del Cerasol Rock
- 2019 - Spike Team - Sigla
- 2023 - The Rhythm Of The Night - South Beach Rockstars Disko Remixes - Ep
- 2023 - Boogie Night - SSD Project ft. Jenny B

### Discografia con iFunky Company

#### Album
- 1995 - Tendency of love
- 1997 - Everytime

### Discografia conThe Invisible Session

#### Album
- 2006 - The Invisible Session

## Riconoscimenti
- Festival di Sanremo
  - 2000 – Primo Posto categoria "Nuove Proposte"
  - 2000 – Premio della Critica Mia Martini

- Music Farm
  - 2006 – Premio della Critica